# Elecciones municipales del Callao de 1989
Las elecciones municipales del Callao de 1989 se llevaron a cabo el 12 de noviembre de 1989 para elegir al alcalde y al Concejo Provincial del Callao para el periodo 1990-1992. La elección se celebró simultáneamente con elecciones municipales en todo el país.
No se encuentran disponibles los registros oficiales completos del Jurado Nacional de Elecciones. Los resultados se han reconstruido según registros alternativos.

## Sistema electoral
La Municipalidad Provincial del Callao es el órgano administrativo y de gobierno de la provincia constitucional del Callao. Está compuesta por el alcalde y el Concejo Provincial.
La votación del alcalde y el concejo se realiza en base al sufragio universal, que comprende a todos los ciudadanos nacionales y no nacionales mayores de dieciocho años, empadronados y residentes en la provincia constitucional del Callao y en pleno goce de sus derechos políticos.
El Concejo Provincial del Callao está compuesto por 19 regidores elegidos por sufragio directo para un período de tres (3) años, en forma conjunta con la elección del alcalde (quien lo preside). La votación es por lista cerrada y bloqueada. Se asigna a la lista ganadora los escaños según el método d'Hondt o la mitad más uno, lo que más le favorezca.

## Composición del Concejo Provincial del Callao
La siguiente tabla muestra la composición del Concejo Provincial del Callao antes de las elecciones.
| Partidos | Partidos                  | Regidores |
| -------- | ------------------------- | --------- |
|          | Partido Aprista Peruano   | 11        |
|          | Partido Popular Cristiano | 4         |
|          | Izquierda Unida           | 4         |

## Partidos y candidatos
A continuación se muestra una lista de los principales partidos y alianzas electorales que participaron en las elecciones:
| Candidatura | Candidatura | Partidos y alianzas | Candidatos | Candidatos                 | Ideología                                                        | Resultado previo | Resultado previo | Ref. |
| Candidatura | Candidatura | Partidos y alianzas | Candidatos | Candidatos                 | Ideología                                                        | Votos (%)        | Reg.             | Ref. |
| ----------- | ----------- | --- | ---------- | -------------------------- | ---------------------------------------------------------------- | ---------------- | ---------------- | ---- |
|             | APRA        | Lista - Partido Aprista Peruano (APRA) |            | Sin información disponible | Aprismo                                                          | 49.22%           | 11               |      |
|             | FREDEMO     | Lista - Frente Democrático (FREDEMO) – Acción Popular (AP) – Movimiento Libertad (Libertad) – Partido Popular Cristiano (PPC)                                                                             |            | Kurt Woll Muller           | Liberalismo económico Humanismo cristiano Conservadurismo social | 25.51%           | 4                |      |
|             | IU          | Lista - Izquierda Unida (IU) – Unión de Izquierda Revolucionaria (UNIR) – Partido Unificado Mariateguista (PUM) – Partido Comunista Peruano (PCP) – Frente Obrero Campesino Estudiantil y Popular (FOCEP) |            | Sin información disponible | Marxismo-leninismo Comunismo                                     | 24.02%           | 4                |      |
|             | ASI         | Lista - Acuerdo Socialista de Izquierda (ASI) – Partido Socialista Revolucionario (PSR) – Partido Comunista Revolucionario (PCR) – Movimiento Socialista Peruano (MSP)                                    |            | Sin información disponible | Marxismo-leninismo Mariateguismo Socialismo democrático          | 24.02%           | 4                |      |

## Elecciones municipales distritales

### Resultados por distrito
La siguiente tabla enumera el control de los distritos de la provincia del Callao. El cambio de mando de una organización política se resalta del color de ese partido.
| Distrito                   | Alcalde(sa) titular        | Partido político | Partido político        | Alcalde(sa) electo(a)         | Partido político | Partido político               |
| -------------------------- | -------------------------- | ---------------- | ----------------------- | ----------------------------- | ---------------- | ------------------------------ |
| Bellavista                 | Mercedes Bravo Torres      |                  | Partido Aprista Peruano | Enrique Olano Pelaez          |                  | Frente Democrático             |
| Carmen de La Legua-Reynoso | Augusto Aspilcueta Alarcón |                  | Partido Aprista Peruano | Manuel Méndez García          |                  | Frente Independiente Distrital |
| La Perla                   | Guillermo Sánchez Delgado  |                  | Partido Aprista Peruano | Edgardo Carreño Carreño       |                  | Frente Democrático             |
| La Punta                   | Santiago Parodi Ramírez    |                  | Partido Aprista Peruano | Benjamín Zevallos-Ortiz Drago |                  | Frente Democrático             |
| Ventanilla                 | Juan López Alava           |                  | Partido Aprista Peruano | César Guzmán López            |                  | Izquierda Unida                |